# Poecilopsetta vaynei
Poecilopsetta vaynei is een straalvinnige vissensoort uit de familie van schollen (Pleuronectidae). De wetenschappelijke naam van de soort is voor het eerst geldig gepubliceerd in 1988 door Quéro, Hensley & Maugé.